# Baćevac
Baćevac (Servisch cyrillisch: Баћевац) is een plaats in de Servische gemeente Barajevo. De plaats telt 1624 inwoners (2002).